# Hajduki Nyskie
Hajduki Nyskie (niem. Heidau) – wieś w Polsce położona w województwie opolskim, w powiecie nyskim, w gminie Nysa.
Do wojewódzkiego rejestru zabytków wpisany jest kościół fil. pw. św. Jerzego, z ok. 1300 r.
W 1944 r. Niemcy przywieźli na tutejszy nieistniejący już przystanek kolejowy uszkodzony pomnik Mikołaja Kopernika  z Warszawy i porzucili przy torach. Po wojnie pomnik powrócił do Warszawy.

## Znani mieszkańcy
- W Hajdukach Nyskich urodził się Otto Kretschmer (1912–1998), jeden z najsłynniejszych dowódców U-Bootów w czasie II wojny światowej[7]
- Jan Matura – opublikował książkę o historii wsi pt. Hajduki Nyskie. Wczoraj i dziś, wydaną przez Stowarzyszenie Rozwoju Wsi Hajduki Nyskie. Promocja książki odbyła się 8 listopada 2014 r. w Muzeum Powiatowym w Nysie[8].